# تيم مايرز (موسيقي)
تيم مايرز (بالإنجليزية: Tim Myers)‏ هو موسيقي ومغني ومغن مؤلف وكاتب أغاني أمريكي، ولد في 30 نوفمبر 1984 في أورانج في الولايات المتحدة.

## وصلات خارجية
- تيم مايرز على موقع IMDb (الإنجليزية)
- تيم مايرز على موقع ميوزك برينز (الإنجليزية)
- تيم مايرز على موقع ديسكوغز (الإنجليزية)
- تيم مايرز على موقع قاعدة بيانات الفيلم (الإنجليزية)